# Не плач, Метелику
Не плач, метелику (в'єт. Mưa trên cánh bướm, англ. Don't Cry, Butterfly) — фентезійна кінокомедія 2024 року, знята та написана Дун Діу Лінь як її перший фільм у ролі режисерки. Це міжнародна копродукція В'єтнаму, Філіппін, Сінгапуру й Індонезії. Світова прем'єра фільму відбулася на 81-му Венеціанському міжнародному кінофестивалі під час секції «Міжнародний тиждень критики».

## Короткий виклад сюжету
Хоча в'єтнамка Там працює у весільній агенції, вона зовсім не є експерткою з романтичних справ. Її особисте життя далеке від ідеального. Після чергового важкого робочого дня її донька Ха приносить приголомшливу новину: чоловік Там зраджує її. Ще гірше — його зраду показали наживо на телебаченні, і тепер весь світ знає про її страждання.
Ніби підкреслюючи її стан, стеля старої квартири починає сильно протікати. Щоб усе змінити, Там звертається до «Майстра», щоб за допомогою вуду повернути чоловіка.

## Акторський склад
- Ту Оан — Там
- Нґуєн Нам Лінь — Ха
- Лік Ві Лонг — Пан Тхань
- Буй Тхак Фонг — Тхонґ

## Виробництво
За створення передумов для розвитку проєкту під час Хабу та лабораторії «Відкриті двері» (Open Doors Hub and Lab) на кінофестивалі в Локарно в серпні 2019 року Дон Діу Лінь отримала нагороду Дні відкритих дверей — Мулен д'Анде-Сесі (Open Doors — Moulin d'Andé-CECI). У січні 2022 року проєкт увійшов до короткого списку Ринок талановитих проєктів (Talent Project Market) на Талантах Берлінале 2022 (Berlinale Talents 2022) під час Берлінського міжнародного кінофестивалю. У березні 2022 року на Гонконзькому азійському форумі з фінансування кіно (Hong Kong — Asian Film Financing Forum) проєкт отримав дві нагороди: Премію Воутера Барендрехта (Wouter Barendrecht Award) та Азійську премію Юдіг фокус (Udine Focus Asian Award).
Основні зйомки відбулися у вересні 2023 року.

## Відгуки
- Елементи сюрреалізму роблять фільм виразним і захопливим, йому вдається водночас викликати відчуття абсурдності, жалість і гумор. Незважаючи на те, що перед своїми стражданнями Там здається безсилою, її рішуча спроба змінити життя надихає, навіть якщо її методи здаються кумедними»[7].
- Звичайно, цей фільм на любителя. Але «Не плач, метелику» — амбітний фільм, насичений візуальним символізмом і глибоко занурений у культурний контекст[8].
- У «Не плач, метелику» є деякі проблеми, але я вважаю, що вони здебільшого походять від недосвідченості режисера в повнометражному кіно, а не від браку майстерності, і загалом фільм легко описати як досить обнадійливий дебют[9].

## Поширення
Світова прем'єра фільму «Не плач, метелик» відбулася на 81-му Венеційському міжнародному кінофестивалі 3 вересня 2024 року під час Міжнародного тижня критики. Він отримав дві нагороди: Гран-прі IWONDERFULL (IWONDERFULL Grand Prize) та Найінноваційнішу особливість (Most Innovative Feature). Фільм також був показаний на кінофестивалях у Пусані, Торонто та Лондоні.

## Нагороди
| Нагорода / Кінофестиваль               | Дата церемонії      | Категорія                                    | одержувач(і)      | Результат    |        |
| -------------------------------------- | ------------------- | -------------------------------------------- | ----------------- | ------------ | ------ |
| Венеційський міжнародний кінофестиваль | 7 вересня 2024 р    | IWONDERFULL Гран-прі                         | Не плач, метелику | Перемога     | [ 11 ] |
| Венеційський міжнародний кінофестиваль | 7 вересня 2024 р    | Найінноваційніша особливість                 | Не плач, метелику | Перемога     | [ 11 ] |
| Міжнародний кінофестиваль QCinema      | 13 листопада 2024 р | Наступна азійська хвиля — Головний приз журі | Не плач, метелику | Перемога     | [ 15 ] |
| Премія «Золотий кінь»                  | 23 листопада 2024 р | Нагорода NETPAC                              | Не плач, метелику | В очікуванні | [ 16 ] |